# Daddala lucillina
Daddala lucillina är en fjärilsart som beskrevs av Kobes 1985. Daddala lucillina ingår i släktet Daddala och familjen nattflyn. Inga underarter finns listade i Catalogue of Life.